# Peucetia myanmarensis
Peucetia myanmarensis är en spindelart som beskrevs av Alberto Barrion och James A. Litsinger 1995. Peucetia myanmarensis ingår i släktet Peucetia och familjen lospindlar.
Artens utbredningsområde är Myanmar. Inga underarter finns listade i Catalogue of Life.